# Rots (steen)

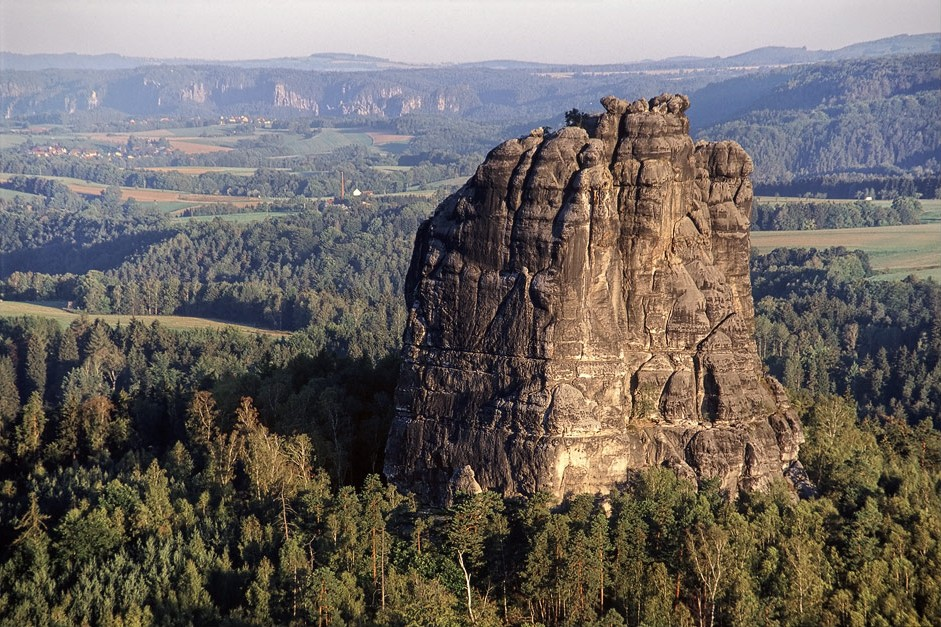
De rots Falkenstein in Saksisch Zwitserland

Een rots is een grote samenhangende steenmassa die vaak opvallend boven het land uitsteekt, zoals Ayers Rock in centraal Australië, of de Falkenstein, in Saksisch Zwitserland in Duitsland.
Een van de grote rotsgebergten op de Aarde zijn de Rocky Mountains. In Monument Valley bevinden zich rotsmassa's, zuilen en tafelbergen, die na een langdurig proces van erosie als hoogten in het landschap zijn achtergebleven.
Ook vulkanen produceren rotsklompen, die bij een heftige eruptie als zogenaamde 'bommen' uitgeworpen worden.
Enkele voorbeelden van rotsformaties in Europa:
- Frankrijk (Cevennen zoals Chaos de Montpellier-le-Vieux)
- Tsjechië (Boheems Zwitserland zoals Pravčická brána en Panská skála en in het Boheems Paradijs zoals Prachovské skály)

Rotsen zijn geliefde objecten voor klimmers om te bestijgen. Zij kunnen in drie hoofdgroepen worden ingedeeld: kalksteen, zandsteen en graniet.